# Устиянські книги
Устиянські книги — зібрання усних переказів, оповідань старців (мандрівних сліпих музикантів-співців: кобзарів, бандуристів, лірників), що слугували для збереження й передачі репертуару, прийнятих старцівською спільнотою правил поведінки та звичаїв. Оскільки «книги» ніколи не записувались і існували тільки в усній традиції, відомості про них збереглися вкрай уривчасті. Цьому сприяло також і те, що зі всіма дванадцятьма книгами були ознайомлені тільки найповажніші майстри, а серед старців існувала сувора заборона на розголошення змісту книг, яка скріплювалась присягою. Порушувати присягу і потрохи ділитись з дослідниками змістом книг старці почали під час занепаду кобзарсько-лірницької традиції, коли вже руйнувалась система старцівської освіти і зміст книг було частково втрачено.

## Загальний огляд

### Історія дослідження
Незважаючи на те, що існування Устиянських книг було зафіксовано дослідниками — перш за все тут слід відмітити записи Порфирія Мартиновича та Федора Дніпровського — ще у XIX - на початку XX сторіччя, докладне вивчення їх так і не встигло початися до 1930-х років, коли і останні традиційні народні музиканти, і українські науковці та митці з покоління розстріляного відродження, які їх вивчали, були або репресовані, або припинили свою діяльність.
Знов звернули увагу на усні перекази старців дослідники вже за часів незалежної України, коли в 1992 році вийшла стаття Марини Гримич «Виконавці народних дум», яка певний час була єдиною публікацією, де аналізувались старцівські перекази. Згодом, в 2002 році вийшла книга Костя Черемського «Шлях звичаю», де автор базуючись на записах бандуриста Петра Древченка (Дригавки) Федором Дніпровським частково розкрив зміст книг. В 2007 вийшла книга Володимира Кушпета «Старцівство: мандрівні старці-музиканти в Україні (XIX - поч. XX ст.)», автор якої спираючись на попередні дослідження серед інших питань докладно розглянув також і Устиянськи книги.

### Назва
Дослідниками було зафіксовано кілька варіантів назви Устиянських книг на Полтавщині та Слобожанщині. Принаймні всі відомі варіанти назви дуже схожі і прямо вказують на усний характер «книг»:
- «Устиянські книги», «Устинські книги» — зафіксовано Мартиновичем від Якова Безроднього
- «Устимська, устинна, устинська книга» — зафіксовано Мартиновичем від Івана Коцюби з с. Попівка
- «Вустимні, вустемні книги» — ним же від лірника Павла Гутирі із с. Мачухи на Полтавщині
- В записах Федора Дніпровського — «Устинкниги», або навіть «Устини» — від бандуриста Петра Древченка зі Слобожанщини

### Огляд джерел
До нашого часу збереглися три головні джерела про структуру та зміст Устиянських книг:
- Записи Мартиновича від Івана Кучугура-Кучеренка
- Записи Мартиновича від Петра Дригавки
- Записи Федора Дніпровського від Петра Древченка (зазначимо, що Древченко та Дригавка — це одна й та сама людина; перше — це прізвище, друге — старцівське прізвисько)

Івана Кучугура-Кучеренка знав тільки перші дев'ять книг з дванадцяти.
Молодий Дригавка при розмовах з Мартиновичем ще навіть не вживав назви «Устиянські книги», але розповідав про них вже у зрілому віці Федору Дніпровському як Петро Древченко і знав, з його слів, їх всі.

### Зв'язок з іншими творами народної літератури
Устиянські книги в українських умовах не були унікальним продуктом творчості сліпих музикантів, а продовжували давню народну традицію. Окрім усних книг з репертуаром сліпих музикантів існували також і писанні книги, так звані «кахтирі» або «кафтирі», та усні книги переказів, що ними користувались зрячі оповідачі.

#### Кахтирі
Оскільки жодного зразку цих книг не збереглося або не знайдено, неможливо точно встановити їхній зміст та призначення. Мартинович згадував про козацькі пісні, як частину кахтирів. Є також підстави вважати, що зміст їх частково перетинається зі змістом Устиянських книг: за свідченням Петра Древченка, кахтирі було перекладено в Устиянські книги, коли тиск з боку царської влади на українську культуру посилився:
Тож кахтирі могли містити розповіді та притчі на біблійні й моралістичні світські теми, казки й приказки, козацькі та невільницькі пісні-псальми-плачі (думи), побутові пісні тощо. На думку Кушпета кахтирями могли зватися українські писані книги, що використовувались як підручники у початковій народній освіті, запровадженій церковними братствами десь у XVI столітті. Очевидно, в свій час кахтирі грали велику роль, що засвідчено одним з оповідачів, якого записав Мартинович:

#### «Зрячі» усні книги
Свої усні «книги» складали і зрячі народні оповідачі. Зафіксовані загальні назви цих книг як-то «Сельська книга», «Устинна» тощо. Згідно Древченку, книги ці складалися з пісень, дум, лайок, загадок, приказок, казок, побрехеньок, байок, повістей тощо. Часто назви книг походили від сіл та місцевостей, де вони побутували: «Шахівський россказ», «Камлицька книга», «Добряньська книга». Інші зафіксовані назви: «Думовець», «Мировець», «Мислівець», «Хитровець», «Добровець» (Федір Дніпровський), «Семипом'ящий», «Писельник», «Басильник», «Детярник», «Семерник», «Казівник» (Мартинович). Згідно Древченку «зрячі вустинські книги» було кодифіковано 1861 року, коли тиск на українську культуру в черговий раз посилився.

## Структура та зміст
Власне Устияновських книг було всього дванадцять. Більшість старців знали тільки перші десять книг («десять панотчих навук»). Останні дві знали тільки найбільш поважні майстри, що складали перед їх вивченням другу присягу (першу складали на початку вивчення книг). За Древченком:
Найбільш утаємниченою була остання, дванадцята книга, зміст якої залишився невідомим. Також існувала ще спеціальна тринадцята книга — так званий «Сподарь», зміст якого також невідомий, а місце в ієрархії інших книг не надто зрозуміле.
Оскільки внесення змін в книги було заборонено і суворо каралось аж до побиття і вигнання з старців, для оновлення репертуару та збереження його актуальності існували так звані «Промежки» — одинадцять книг між дванадцятьма головними, в які час від часу додавали нові твори.
Умовно до Устиянських книг також можна віднести «Заклинаніє» і «Післязаклинальне слово», які скріплювали присягу не розголошувати старцівські таємниці.

### «Заклинаніє» і «Післязаклинальне слово»
Текст «Заклинанія на Устинські книги і Сподарь» та «Післязаклинальне слово» відомий. «Заклинаніє» містить клятву зберігати таємницю Устиянських книг, «Слово» містить заклики до дотримання клятви. Цікаво, що аж до початку XX-го століття старці зберегли точну дату і місце укладання клятви та імена панотців, що вперше її склали. Завдяки цьому нам відомо, що Устиянськи книги було кодифіковано одразу після зруйнування Січі російськими військами. За Древченком «Заклинаніє»:
В Раду входили:

### Перша книга
Перша книга містила ази старцівської навуки і складалася з цехових звичаїв (ритуалів, привітань) та професійних текстів (молитов, жебранок, прохань, подяк). Відомі наступні її назви: «Звичайник», «Жебракувата, жебранна книга або домарь», «Проханник».

### Друга книга
За Древченком друга книга називалась «Подячник» і вчила як правильно читати псальми, дякувати за подану милостину, також містила кілька псальмів.
За Кучугура-Кучеренком називалась «Михайлові псальми» і вчила їх співу; друга частина — «Жебрацький запрос» — обрядовий текст, що читався під час хатніх відвідин.

### Третя книга
За Древченком третя книга — «Порадник», в ній йдеться:
За Кучугура-Кучеренком це — «Поводіння», книга звичаїв, про те, «як поводитьця у кобзарстві між братчиками».

### Четверта книга
За Древченком — «Годувальник», до якого входили:
За Кучугура-Кучеренком в четвертій книзі йшлося про професійну мову старцівського спілкування.

### П'ята книга
За Древченком п'ята книга — «Струнник», «Порадник», «Думник»:
За Кучугура-Кучеренком це — «Устинська книга музикова», що містить назви деталей бандури, поради, як тримати інструмент, настроювати його.

### Шоста книга
За Древченком — «Хвахівець-духовець». В ній міститься:
За Кучугура-Кучеренком зветься «Псальмова співоча наша книга, поважна» і містить тринадцять (по числу апостолів плюс Ісус) псалмів та додаток: «Блудний син», «Сиротина», «Сирітка», «Правда», «Сковорода», «До Ісуса Молитва» («Йсусе мій прелюбезний»).

### Сьома книга
За Древченком — «Одкровєннік, радник-пісеннік»:
За Кучугура-Кучеренком:

### Восьма книга
За Древченком — «Вірник-навчальник»:
За Кучугура-Кучеренком:

### Дев'ята книга
За Древченком — «Умовник-глумовник»:
За Кучугура-Кучеренком містить «Невольничі псальми або козацькі непольничі плачі» та декілька інших творів.

### Десята книга
За Древченком — «Мудровник-толковник, повчальник»:
Кучугура-Кучеренко називав цю книгу «Господи благослови нашу роботу і дай нам хист і охоту» та відносив до неї народні казки. Це остання книга, про яку він мав відомості.

### Одинадцята книга
За Древченком - це «Просвітник, про діла земні розповідник»:

### Дванадцята книга
За Древченком — це «Тайник, щоб злий дух до серця не проник». Повідомляти що-небудь про зміст цієї книги він відмовився.

### «Сподарь»
Що саме знаходилось в тринадцятій з дванадцяті Устиянських книг достеменно невідомо. Древченко засвідчив наступне:

### «Промежки»
Одинадцять книг, що розміщувались поміж дванадцяти головних. Слугували для оновлення і розширення репертуару, оскільки в них, на відміну від дванадцяти, дозволялося вносити зміни (після схвалення Великою Радою). Часто проміжки перевищували за об'ємом відповідні Устиянські книги. Повний перелік промежків за Древченком: